# Илларионов, Алексей Григорьевич
Илларионов Алексей Григорьевич — кандидат географических наук, профессор УдГУ.

## Биография
Илларионов Алексей Григорьевич родился 3 сентября 1938 года в д. Яшкильдино Канашского района Чувашской АССР, окончил географический факультет Казанского государственного университета (1960), где специализировался по геоморфологии у профессора А. П. Дедкова — основателя казанской школы геоморфологии.
После окончанию ВУЗа Илларионов А. Г., как молодой специалист, по распределению попал в Северо-Казахстанское геологическое управление (СКГО,г. Кустанай), чья деятельность заключалась в исследовании «Тургайской столовой страны» (в геологии — Тургайский прогиб).

### Деятельность в СКГО
С 1960 по 1977 г. Алексей Григорьевич посвятил изучению данной территории. Внес вклад являясь основным исполнителем научно-исследовательских работ, связанных с стратиграфией неоген-четвертичных отложений, геоморфологией, новейшей тектоникой и палеогеографией региона. Илларионов А. Г. одним из первых ввел в практику геолого-съемочных и поисково-разведочных работ СКГУ аэрокосмических методов, с 1972 по 1977 являлся начальником тематической партии аэрокосмометодов.
С исследованиями Тургайской столовой страны связаны первые шаги Алексея Григорьевича как ученого. В 1972 году, без отрыва от производства, защитил кандидатскую диссертацию на тему «Происхождение и возраст рельефа Тургайского прогиба», в которой доказал плейстоценовый возраст территории и раскрыл механизм образования ступенчатости рельефа Тургайского прогиба.
В 1977 году прошел конкурс на замещение должности старшего преподавателя кафедры географии Биолого-химического факультета УдГУ.
В 1980 г. возглавляет кафедру географии БХФ УдГУ.
В 1990 г. был образован географический факультет УдГУ. Илларионов назначен первым деканом факультета.
Илларионов выступил одним из инициаторов инвентаризации природных достопримечательностей Удмуртии, его разработки положены в основе Постановления Правительства УР (№ 377 от 8.12.1995) «О схеме ООПТ Удмуртской республики».

### Награды
Награждён Почетными грамотами и наградами разного уровня, в том числе:
- 1984 — малая серебряная медаль Всероссийского общества охраны природы
- 1974 — грамота Кустанайского областного Совета депутатов трудящихся
- 1976 — грамота Правительства УР
- 2001 — грамота Министерства образования РФ
- 2003 — грамота Госсовета УР

Кроме того Илларионов Алексей Григорьевич имеет звание почетного члена ВООП (2003) и является Лауреатом премии Правительства УР (2000).